# Elizabeth Haysom
Elizabeth Roxanne Haysom (nascuda el 15 d'abril de 1964 a Salisbury, Rhodèsia) és una ciutadana canadenca que, juntament amb el seu xicot, Jens Söring, va ser condemnada per haver orquestrat el doble assassinat dels seus pares Derek i Nancy Haysom el 1985 a Comtat de Bedford, Virgínia. Després dels assassinats dels Haysoms, ella i Söring van ser arrestats a Londres, Anglaterra, per frau de xecs i robatori de botigues. Haysom compliria una condemna de 90 anys de presó al Centre Correccional per a Dones Fluvanna de Troy, Virgínia, després de declarar-se culpable de dos delictes d'homicidi induït abans del fet el 1987. Ella i Soering van ser posats en llibertat condicional el 25 de novembre de 2019, més de 30 anys després de ser condemnats per primera vegada per la mort dels pares de Haysom el 1985.

## Primers anys de vida
Elizabeth Haysom era filla de Derek William Reginald Haysom, un executiu siderúrgic, i de Nancy Astor Benedict Haysom, artista. Derek i Nancy van tenir en total entre els dos cinc fills de matrimonis anteriors. Nascuda l’abril de 1964, Elizabeth va assistir a internats a Suïssa i Anglaterra (Wycombe Abbey), i llavors es va matricular a la Universitat de Virgínia. Va ser allà on va conèixer el seu xicot, Jens Söring, de 18 anys, fill d’un diplomàtic alemany i Jefferson Scholar a la universitat.

## Assassinat
El matí del 3 d'abril de 1985, quan Söring tenia 18 anys i Haysom en tenia 20, es van descobrir els cossos de Derek i Nancy Haysom. Havien estat tallats i apunyalats a la seva llar a l'aleshores llogaret no incorporat de Boonsboro, al comtat de Bedford, Virgínia. Tant Derek com Nancy estaven gairebé decapitats. Els cossos de la parella no es van descobrir fins dies després de l'assassinat. Durant la cronologia de l'assassinat, Elizabeth havia llogat un cotxe. Ella i Jens van conduir a Washington, DC per establir una coartada.

## Vol a Anglaterra
Haysom i Söring no van ser inicialment sospitosos dels assassinats dels Haysoms. Sis mesos després de l'assassinat, Söring i Elizabeth van marxar a Anglaterra, on van ser arrestats el 30 d'abril de 1986 per haver escrit més de 5.000 dòlars (11.700 dòlars avui) en xecs falsos de caixer i després utilitzar documentació falsa i mentir a la policia a Londres.

## Condemnes
El 1987, en lloc d’anar a judici, l’aleshores Elizabeth, de 23 anys, es va declarar culpable de dos delictes d’homicidi induït i va ser condemnada a 90 anys de presó – una pena de 45 anys per cada assassinat consecutivament. Söring va ser condemnat, el 1990, a dues condemnes de per vida consecutives per assassinat en primer grau.
Haysom va ser elegible per obtenir la llibertat condicional el 1995, i va tornar a presentar una sol·licitud de llibertat provisional cada tres anys. El 25 de novembre de 2019, el governador de Virgínia, Ralph Northam, va anunciar que tant Elizabeth com Söring serien alliberats, però no perdonats, i retornats als seus respectius països d'origen. Després de més de 30 anys de presó, Elizabeth va ser alliberada de la presó al Servei de Control de Duanes i Immigració dels Estats Units (ICE) en llibertat condicional el novembre del 2019. Va ser deportada al seu país natal, Canadà. Havia estat empresonada al Centre Correccional Fluvanna per a Dones de Troy, Virgínia, en el moment en què va ser posada en llibertat condicional. En virtut de la llibertat condicional obligatòria, es va exigir que Haysom fos alliberada com a màxim el 2032, 45 anys després de la seva condemna.

## Als mitjans de comunicació
Els procediments penals de Söring / Haysom van ser els primers a emetre's a tot el país per la televisió nord-americana. Els assassinats de Haysoms han estat perfilats per 20/20, The Investigators, Geraldo Rivera, The New Detectives, City Confidential, Wicked Attraction, Deadly Women, On the Case with Paula Zahn, Snapped: Killer Couples, i Southern Fried Homicide.
Killing for Love, llargmetratge documental, es va estrenar al Festival Internacional de Cinema de Múnic i es va estrenar als cinemes l'octubre del 2016.

## Concedida llibertat condicional
Elizabeth va ser condemnada a 90 anys de presó, però va quedar en llibertat condicional el novembre del 2019. El representant dels EUA Ben Cline va emetre un comunicat condemnant la seva llibertat com a concedida basant-se en beneficis financers per a l'estat de Virgínia, en lloc de mèrits.
El president de la junta de llibertat condicional de Virginia, Adrianne L. Bennett, va afegir que la decisió d’atorgar la llibertat condicional a Elizabeth també estava justificada per la seva jove edat en el moment en què es va cometre el crim.
Elizabeth va ser posada en llibertat sota la custòdia d’Immigració i Control de Duanes des que era ciutadana canadenca. Després de ser detingut durant dos mesos, Elizabeth va ser deportada al Canadà el febrer de 2020.
Jens Soering, presumpte còmplice d'Elizabeth, també va rebre la llibertat condicional, però va ser deportat al seu país Alemanya immediatament després del seu alliberament.